# Renate Hirsch-Giacomuzzi
Renate Hirsch-Giacomuzzi (* 1947 in München; † 9. Mai oder 10. Mai 2013 in Bozen) war eine deutsche, in Südtirol lebende Society-Lady. Sie galt aufgrund ihrer extravaganten und exzentrischen Roben als modisches Gesamtkunstwerk und Stil-Ikone.

## Leben
Hirsch-Giacomuzzi wurde als Renate Hirsch im Münchner Stadtteil Schwabing als Tochter des Strickwarenherstellers Hirsch geboren. Über ihr wahres Alter hatte sie zu ihren Lebzeiten niemals genaue Angaben gemacht. Ihr Vater stellte in den 1950er Jahren Strickwaren in Massenfabrikation, insbesondere für Versandhäuser, her. Sie studierte Kunstgeschichte und wohnte als Studentin in einer großzügigen Dachterrassenwohnung im Münchner Nobelstadtteil Bogenhausen. Eigenen Angaben zufolge, hatte sie schon als Kind damit begonnen, „nur noch Sonntagkleider zu tragen, da sie schön sein wollte“. Später wurden ihre tief dekolletierten, eng taillierten und reich bestickten Kleider ihr Markenzeichen. Ihre Kleider erinnerten an vergangene Zeitalter, u. a. an die Epoche von Kaiserin Elisabeth von Österreich oder an die Belle Époque. Die Welt am Sonntag schrieb, Hirsch-Giacomuzzi habe sich zur „Prinzessin ihres eigenen Märchens stilisiert“. Ihre Kleider wurden oft auch dem Cinderella-Look zugerechnet. In den 1960er Jahren lernte sie im Hôtel Ritz in Paris den damals noch weitgehend unbekannten Künstler Andy Warhol kennen, der sie porträtieren wollte. Hirsch-Giacomuzzi lehnte jedoch ab.
Im Jahr 1996 führte sie das Wochenmagazin Der Spiegel in einer Spezial-Ausgabe zum Thema Mode in einer Liste der 300 weltweit bekanntesten Haute-Couture-Kundinnen auf.
Hirsch-Giacomuzzi gehörte zu den „schillerndsten Figuren der Society-Szene“. Gesteigertes Interesse fanden ihre Auftritte vor allem bei der Boulevardpresse und Boulevard-Magazinen. Zum Beispiel sei hier der Deutsche Filmball, die Salzburger Festspiele und allen voran der Wiener Opernball zu nennen. Sie war außerdem Ehrengast beim Kaiserball in Innsbruck.
In den Jahren 2005 und 2006 wurde Hirsch-Giacomuzzi von der Künstlerin und Fotografin Brigitte Niedermair porträtiert, die Hirsch-Giacomuzzi ein Jahr begleitete und sie bei öffentlichen Auftritten fotografierte. Niedermair arrangierte die Porträts als Tableaux vivants. Im November 2009 wurden in einer Ausstellung mit dem Titel „Madame Hirsch“ insgesamt 26 großformatige Fotografien von Hirsch-Giacomuzzi im Museion, dem Bozner Museum für Moderne Kunst, gezeigt. Die Ausstellung rief teils polemische Reaktionen hervor.
Seit Anfang 2013 war Hirsch-Giacomuzzi an Krebs erkrankt. Ihr Auftritt beim Wiener Opernball 2013 im Februar 2013 war ihr letzter großer öffentlicher Auftritt. Bei einem ihrer letzten Auftritte in der Öffentlichkeit trug sie einen bodenlangen weißen Nerzmantel, darunter ein Mini-Paillettenkleid, sowie einen Pelzmuff und kniehohe Pelzgamaschen mit Glitzersteinen. Patricia Riekel, die Chefredakteurin der Zeitschrift Bunte, beschrieb Hirsch-Giacomuzzis Erscheinung als Mischung aus Lady Gaga und Schneewittchen. In Aschau im Chiemgau war sie dann im März 2013 noch bei den Feierlichkeiten zum 75. Geburtstag des Schauspielers Christian Wolff zu Gast. Danach zog sich Hirsch-Giacomuzzi aus der Öffentlichkeit zurück.
Hirsch war mit dem Südtiroler Millionär und Unternehmer Hans Giacomuzzi verheiratet. Nach ihrer Heirat wurde Bozen ihre Heimatstadt. Sie war Mutter eines Sohnes, Leander Giacomuzzi-Hirsch, der Debütant beim Wiener Opernball war. In den letzten Jahren war Hirsch-Giacomuzzi die Lebensgefährtin des Bozner Zahnarztes Paul Mian, der bei ihren Society-Auftritten ihr Begleiter war und mit ihr und Giacomuzzi in einem Haus lebte.
In den letzten Wochen vor ihrem Tod hatte sich ihr Gesundheitszustand verschlechtert. Hirsch-Giacomuzzi starb in der Nacht vom 9. zum 10. Mai 2013 im Alter von 65 Jahren nach kurzer schwerer Krankheit im Zentralkrankenhaus Bozen. Die Trauerfeier für Hirsch-Giacomuzzi fand am 14. Mai 2013 im Bozner Dom statt.